# Среднее (Липецкая область)
Сре́днее — село Петровского сельсовета Добринского района Липецкой области.

## История
Носило также названия Позднеево, Гагарино. Поселено помещиком О. А. Позднеевым в 1770-е гг., по данным 1795 г., было во владении князей Гагариных. В документах 1862 г. — деревня Позднеева-Средняя, 19 дворов.
В советский период был колхоз им. Мичурина. В 1958 года  его присоединили к совхозу «Петровский». Первым управляющим отделения был назначен Виктор Алексеевич Никитин, будущий Герой Соцтруда. 

## Название
Название — по местоположению в середине владений князей Гагариных.

## Население
| 2010 |
| ---- |
| 1    |

## Объекты  культурного  наследия
На сельском кладбище похоронены  Герои соцтруда Иван  Павлович  Ксёнз  и Виктор  Алексеевич  Никитин.  